# Cheilotrichia (Empeda) sutrina
Cheilotrichia (Empeda) sutrina is een tweevleugelige uit de familie steltmuggen (Limoniidae). De soort komt voor in het Neotropisch gebied.